# مرد معمولی
مرد معمولی (فرانسوی: Dupont Lajoie‎) یک فیلم درام فرانسوی محصول ۱۹۷۵ به کارگردانی ایو بوآسه است. این فیلم در بیست و پنجمین جشنواره بین‌المللی فیلم برلین شرکت کرد و در آنجا برنده خرس نقره‌ای - جایزه ویژه هیئت داوران شد.